# Снижко, Александр Вадимович
Алекса́ндр Вади́мович Снижко́ (укр. Олександр Вадимович Сніжко; род. 20 августа 1996, Запорожье) — украинский футболист, полузащитник хмельницкого «Подолья».

## Клубная карьера
Воспитанник ДЮСШ «Кривбасc», где и начал свои первые шаги в футбольной карьере. В ДЮФЛУ выступал за «Кривбасс» (Кривой Рог) и «Днепр». На протяжении 2013—2015 годов выступал в составе «Днепра» за команду дублеров, в составе которой стал победителем молодёжного чемпионата Украины. Но до основного состава команды так и не дошел, и летом 2015 года перешёл в криворожский «Горняк». 23 июня 2016 года получил статус свободного агента из-за снятия команды с турнира.
9 июля 2016 года подписал контракт с «Буковиной». В июне 2017 года по общему согласию сторон приостановил работу с черновицкой командой и присоединился к составу новосозданного «СК Днепр-1». Вместе с командой вышел в полуфинал Кубка Украины, где уступил киевскому «Динамо». В начале апреля 2019 года стал первым футболистом СК «Днепр-1», который достиг отметки в 50-матчей в рамках чемпионатов страны (Первая и Вторая лиги). В сезоне 2018/19 во второй раз с командой стал полуфиналистом национального Кубка и на этот раз поражение они потерпели от донецкого «Шахтёра».

## Достижения
«Днепр-1»
- Победитель Первой лиги Украины: 2018/19
- Серебряный призёр Второй лиги Украины: 2017/18

## Статистика
По состоянию на 9 января 2020 года
| Клуб                  | Лига         | Сезон   | Чемпионат | Чемпионат | Кубок | Кубок | Дубль | Дубль |
| Клуб                  | Лига         | Сезон   | Игры      | Голы      | Игры  | Голы  | Игры  | Голы  |
| --------------------- | ------------ | ------- | --------- | --------- | ----- | ----- | ----- | ----- |
| «Днепр»               | Премьер-лига | 2013/14 |           |           |       |       | 15    | 0     |
| «Днепр»               | Премьер-лига | 2014/15 |           |           |       |       | 23    | 3     |
| «Горняк (Кривой Рог)» | Первая лига  | 2015/16 |           |           | 1     | 0     |       |       |
| «Буковина»            | Первая лига  | 2016/17 | 24        | 1         | 1     | 0     |       |       |
| «Днепр-1»             | Вторая лига  | 2017/18 | 30        | 4         | 6     | 2     |       |       |
| «Днепр-1»             | Первая лига  | 2018/19 | 26        | 0         | 4     | 0     |       |       |
| «Днепр-1»             | Премьер-лига | 2019/20 | 8         | 0         | 1     | 0     |       |       |